# Heat Treatment
Heat Treatment är ett musikalbum av Graham Parker & the Rumour som lanserades 1976, bara några månader efter gruppens debutalbum Howlin' Wind. Albumet var mer kommersiellt framgångsrikt än debuten och blev Parkers första listnoterade skiva. 2001 gavs albumet ut i en CD-utgåva som även innehöll två spår från EP:n The Pink Parker. Dessa var "Hold Back the Night" och "(Let Me Get) Sweet on You".
Albumet blev listat som det andra bästa i tidningen The Village Voice "Pazz & Jop"-lista 1976.

## Låtlista
1. "Heat Treatment" – 3:07
2. "That's What They All Say" – 3:46
3. "Turned Up Too Late" – 3:38
4. "Black Honey" – 3:57
5. "Hotel Chambermaid" – 2:55
6. "Pourin' It All Out" – 3:15
7. "Back Door Love" – 3:01
8. "Something You're Going Through – 4:10
9. "Help Me Shake It" – 3:37
10. "Fool's Gold" – 4:15

## Listplaceringar
- Billboard 200, USA: #169[2]
- UK Albums Chart, Storbritannien: #52[3]